# سیارک ۱۳۶۳۳
سیارک ۱۳۶۳۳ (به انگلیسی: 13633 Ivens، نامگذاری:1995WW17) سیزده هزار و ششصد و سی و سومین سیارک کشف شده‌است که در ۱۷ نوامبر ۱۹۹۵ کشف شد.
قدر مطلق سیارک برابر ۱۱.۷ است.